# Allsvenskan 1999
L'edizione 1999 del campionato di calcio svedese (Allsvenskan) vide la vittoria finale dell'Helsingborgs IF.
Capocannoniere del torneo fu Marcus Allbäck (Örgryte IS), con 15 reti.

## Classifica finale
|    | Classifica      | G  | V  | N  | P  | GF | GS | Diff | Punti |
| -- | --------------- | -- | -- | -- | -- | -- | -- | ---- | ----- |
| 1  | Helsingborg     | 26 | 17 | 3  | 6  | 44 | 24 | +20  | 54    |
| 2  | AIK             | 26 | 16 | 5  | 5  | 42 | 14 | +28  | 53    |
| 3  | Halmstad        | 26 | 14 | 6  | 6  | 43 | 22 | +21  | 48    |
| 4  | Örgryte         | 26 | 11 | 10 | 5  | 41 | 23 | +18  | 43    |
| 5  | IFK Norrköping  | 26 | 11 | 6  | 9  | 41 | 36 | +5   | 39    |
| 6  | IFK Göteborg    | 26 | 11 | 5  | 10 | 27 | 33 | -6   | 38    |
| 7  | Västra Frölunda | 26 | 9  | 7  | 10 | 30 | 33 | -3   | 34    |
| 8  | Trelleborg      | 26 | 9  | 6  | 11 | 39 | 47 | -8   | 33    |
| 9  | Elfsborg        | 26 | 9  | 5  | 12 | 41 | 48 | -7   | 32    |
| 10 | Hammarby        | 26 | 8  | 5  | 13 | 32 | 42 | -10  | 29    |
| 11 | Kalmar          | 26 | 8  | 4  | 14 | 27 | 41 | -14  | 28    |
| 12 | Örebro          | 26 | 8  | 3  | 15 | 24 | 36 | -12  | 27    |
| 13 | Malmö FF        | 26 | 7  | 4  | 15 | 30 | 48 | -18  | 25    |
| 14 | Djurgården      | 26 | 5  | 9  | 12 | 27 | 41 | -14  | 24    |

## Spareggi salvezza/promozione
Agli spareggi salvezza/promozione vennero ammesse l'undicesima e la dodicesima classificata in Allsvenskan (Kalmar FF e Örebro SK) e le seconde classificate dei due gironi di Division 1 (Assyriska Föreningen e GAIS).
| Assyriska | 1 - 1         | Örebro    | Södertälje, 3 novembre 1999 |  |  |  |  |
| Örebro    | 1-1 (2-1 dts) | Assyriska | Örebro, 6 novembre 1999     |  |  |  |  |
|           |               |           |                             |  |  |  |  |
| GAIS      | 2 - 1         | Kalmar    | Göteborg, 3 novembre 1999   |  |  |  |  |
| Kalmar    | 1 - 1         | GAIS      | Kalmar, 6 novembre 1999     |  |  |  |  |

## Verdetti
- Helsingborgs IF campione di Svezia 1999.
- Kalmar FF, Malmö FF e Djurgårdens IF retrocesse in Superettan.

## Marcatori
- Marcus Allbäck, Örgryte IS (15)
- Il 29 ottobre del 1999 il neo-diciottenne Zlatan Ibrahimović ha segnato il suo primo gol da professionista per il Malmö nel match contro il Västra Frölunda. Rimarrà il suo unico gol in questa stagione, ma gli consentirà poi di essere ricordato come l'unico calciatore ad avere segnato in quattro diverse decadi (1990, 2000, 2010, 2020).[1]